# Senfo Tonkam
Senfo Tonkam est un militant politique et panafricaniste camerounais, connu pour son engagement et de sa lutte contre les régimes autoritaires en Afrique.

## Biographie

### Enfance, éducation et débuts
Né au Cameroun, il s'implique dès son jeune âge dans des mouvements étudiants contestant le régime en place. Dans les années 1990, Tonkam devient une figure de la contestation, dénonçant la répression politique et la corruption. Son activisme lui vaut des persécutions, ce qui le pousse à s'exiler en Europe, notamment en Allemagne et en France,.

### Parcours
Durant son exil, il continue de militer pour la démocratie et la souveraineté des États africains. Il prône un panafricanisme engagé et critique vivement l'ingérence des puissances occidentales sur le continent. Ses conférences et écrits abordent des thématiques telles que la décolonisation mentale, la responsabilité des élites africaines et la nécessité d'une prise de conscience collective pour l’émancipation du continent.